# Gerald Pomraning
Gerald Carlton Pomraning ( « Jerry » Pomraning, né le 23 février 1936 à Oshkosh (Wisconsin), mort le 6 février 1999 à Los Angeles) est un  physicien américain connu pour ses travaux en physique mathématique et comme fondateur de la société Science Applications International Corporation.

## Biographie
Gerald Pomraning obtient son Ph.D. en génie nucléaire au Massachusetts Institute of Technology en 1962.
Il travaille chez General Electric et General Atomics de 1962 à 1969.
Avec plusieurs collègues venus de General Atomics il fonde la société Science Applications International Corporation en 1969,.
Il devient professeur au département de mécanique et d'ingénierie aérospatiale de l'université de Californie à Los Angeles en 1976.

## Distinctions
- Mark Mills Award of the American Nuclear Society (ANS)[3], 1963.
- Arthur Holly Compton Award in Education de l'ANS[4], 1997.
- Prix Eugene P. Wigner Reactor Physicist de l'ANS, 1999[1].

- Fellow de l'American Nuclear Society, 1975.
- Fellow de l'American Physical Society, 1980.
- Fellow de l'American Association for the Advancement of Science, 1986.

L'American Nuclear Society a créé en son honneur le Gerald C. Pomraning Memorial Award.

## Ouvrages
- (en) Gerald C. Pomraning, Linear Kinetic Theory and Particle Transport in Stochastic Mixtures, World Scientific Publishing, 1992 (ISBN 9-81-020844-8)
- (en) Gerald C. Pomraning, The Equations of Radiation Hydrodynamics, Pergamon Press, 2010 (ISBN 0-08-016893-0)